# Paolo Antonio Foscarini
Paolo Antonio Foscarini (n. c. 1565 - d. 10 iunie 1616) a fost un om de știință italian ce a aparținut Ordinului carmelit.
A fost printre primii oameni de știință care au susținut sistemul heliocentric al lui Copernic și a promovat lucrările lui Galilei, motiv pentru care, în 1616, a fost condamnat de Inchiziție.
Activitatea sa științifică a fost expusă în lucrarea intitulată: Lettera sopra l'opinione de Pittagorici e del Copernico, della mobilità della Terra e stabilità del Sole, e il nuovo Pittagorico sistema del Mondo, apărută la Napoli în 1615.
A mai întocmit câteva opuscule teologice în latină.
Lucrările sale au fost reunite într-un volum publicat în 1611.